# إتودولاك
إتودولاك (بالإنجليزية: Etodolac)‏ هو مضاد التهاب لا ستيرويدي وافقت عليه إدارة الغذاء والدواء الأمريكية في يناير عام 1991.

## الاستعمالات
يُستعمل الإتودولاك في عِلاج الالتهاب والألم الناجم عن التهاب المفاصل الروماتويدي وَعن التهاب المفصل التنكسي.

## الحمل والرضاعة
بشكل عام يجب تجنب الإتودولاك أثناء الحمل وَالرضاعة؛ وذلك لأنَّ مضادات التهاب اللاستيرويدية من الممكن أن تُسبب آثار سلبية على جهاز الدوران الخاص بالجنين أثناء الحمل.

## آلية العمل
يعمل إتودولاك عن طريق إعاقة عمل مادة الأكسدة الحلقية (كوكس)، حيثُ تشارك إنزيمات الأكسدة الحلقية في إنتاج المواد الكيميائية المختلفة في الجسم، وبعضها يعرف البروستاجلاندين، ويتم إنتاج البروستاجلاندين في الجسم رداً على الإصابة ببعض الأمراض والظروف، وتسبب الألم والتورم والالتهاب، فيعمل الإتودولاك على إنتاج البروستاجلاندين، وهي بالتالي فعالة في الحد من الالتهابات والألم.

## الأسماء التجارية
هناك العديد من الأسماء التجارية للإتودولاك، ومنها:
- إتوديني ( مصر)
- إتوبان ( فلسطين)[4]
- لودن ( فرنسا)
- لوند ( سويسرا)
- لودن ( الولايات المتحدة)
- إتوفا ( الهند)
- إتوفري ( الهند)
- بروكسيم ( الهند)
- دوالجان ( البرتغال)
- إتودين ( كوريا الجنوبية)
- فلانكوكس ( البرازيل)[5]
- هيبين ( اليابان)
- إتول ( تركيا)
- دولاريت ( تركيا)
- لونيني ( تايوان)
- إتوبان ( إسرائيل)

## معرض الصور

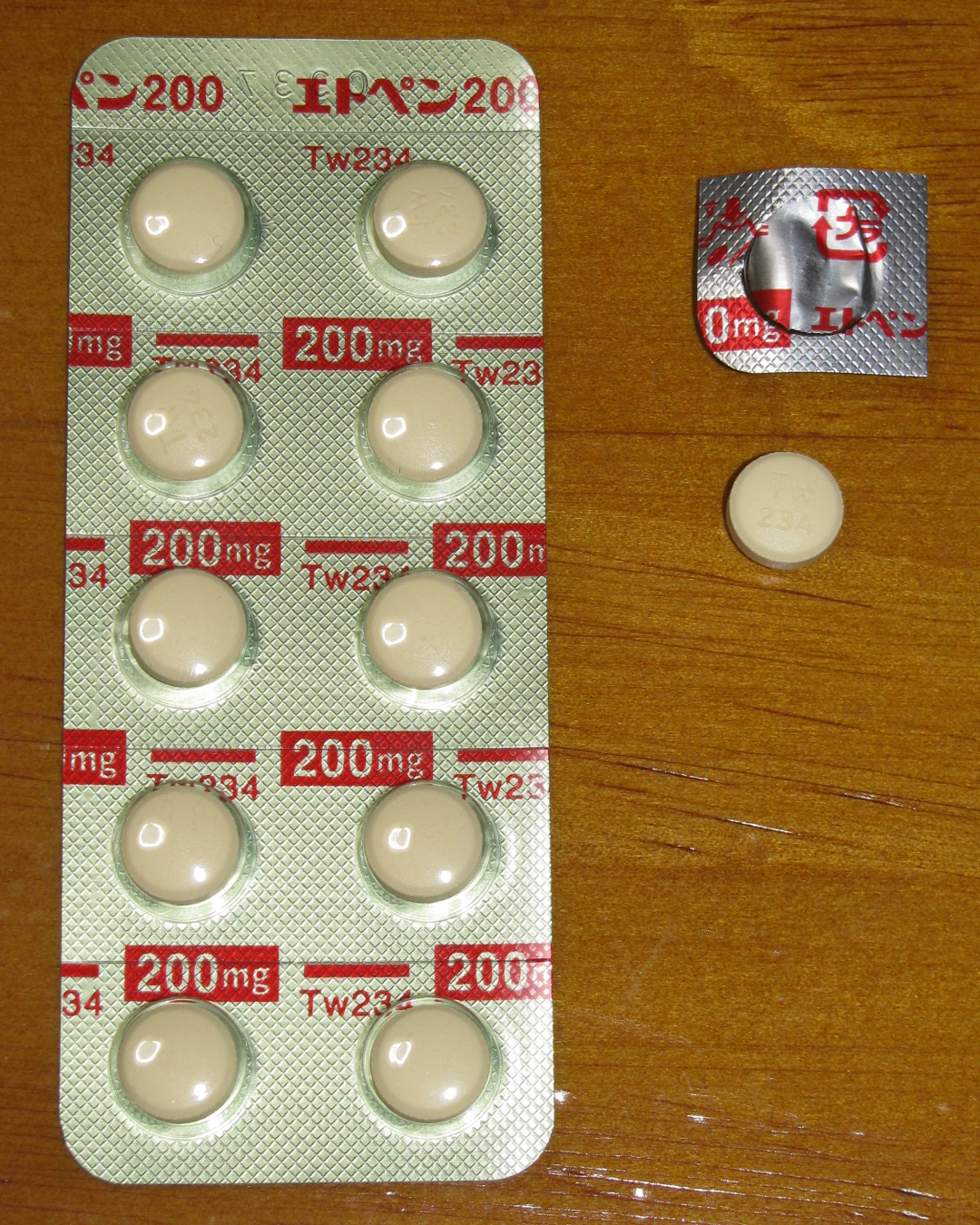
إتودولاك للعامة
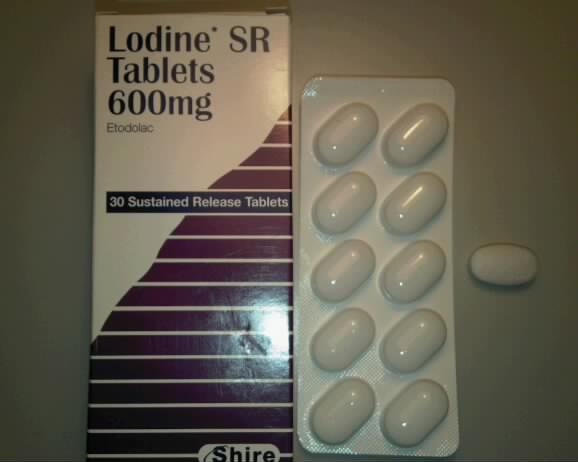
إتودولاك (لودن) 600ملغ

## وصلات خارجية
- DrugBank info
- Medicinenet.com